# Cerverí de Girona
Cerverí de Girona (in spagnolo Guillermo de Cervera, in catalano Guillem de Cervera) o Serveri de Girona (Gerona, ... – ...; fl. 1259-1285) è stato il più prolifico dei trovatori con le sue quasi 114 poesie liriche e altri lavori, tra cui un ensenhamen di proverbi per suo figlio, per un totale di circa 130 componimenti.

## Vita e opere
Era attivo come poeta alla corte di Giacomo il Conquistatore e Pietro il Grande. Scrisse pastorelle e sirventes e la sua tematica principale riguardava la complessità della vita di corte. Delle sue composizioni nessuna musica è sopravvissuta.
Cerverí trascorse un certo periodo sotto il mecenatismo e alla corte di Ugo IV e Enrico II di Rodez. Si trovava in Spagna nel 1269, nell'entourage dell'allora infante Pietro il Grande. Con i colleghi trovatori Folquet de Lunel e Dalfinet accompagna Pietro a Toledo. Il 26 aprile a Riello, nei pressi di Cuenca, riceve un solidus per i suoi servigi. La Cobla en sis lengatges ("Strofa in sei lingue") di Cerverí ricalca il metro di  Al bon rey q'es reys de pretz car di Folquet o Bel m'es ab motz leugiers a far di Sordel.
Cerverí scrive Si per tristor, per dol no per cossir, un planh, il 26 agosto 1276 per la morte di Giacomo il Conquistatore, diretto e quasi personale. Il trovatore chiede alla Vergine Maria di mostrare tanta misericordia per Giacomo così come lui sulla terra, in riferimento alla sua istituzione dell'Ordine Mercedario a Barcellona. Il poeta Matieu de Caersi scrive per Giacomo un planh molto diverso, Tant suy marritz que no.m puese alegrar, dal tono moralistico e religioso.

### Componimenti[1]
- L'autre jorn, cavalcan (poema allegorico politico, detto anche Faula del Rosinyol)
- En nom del Payre e del Fill (preghiera, detta anche Oracio de tot dia)
- Per ço car neguns homs no pot adreyt ne be (sermone)
- Per ço con hom carnal no pot sens mort passar (sermone, detto anche testament)

#### Ballate
- A la plug' e al ven iran (detta anche Espingadura)

#### Cansos
- A vos me suy, Bona domna, donatz (detta anche La canso de les letres)
- De pena·n mal e de mal en martire
- Manh ric mi demando si am
- S'ieu fos tan ricx que pogues gent passar
- Tans affans pesans e dans tan grans

#### Coblas esparsas
- Gentils domna, vença·us humilitatz (detta anche La cobla d'en Cerveri que sa dona dix que no li daria un bays si son pare no lam pregava)
- Prometre ses dar es aytals (cobla seguita da un invio)

#### Dansa
- Com es ta mal enseynada (detta anche Peguesca d'en Cerveri)
- Pus no vey leys cuy son amics (detta anche Balada d'en Cerveri)
- Tant ay el cor d'alegrança (detta anche Sirventes-dança d'en Cebveri).

#### Maldit bendit
- Ascout qui vol ausir / Si volets dir de vi (poema narrativo)

#### Pastorela
- En may, can per la calor (Romanza-pastorella)
- Entre Caldes e Penedes
- Entre Lerida e Belvis
- Pres d'un jardi encontrey l'altre dia

#### Planh
- Joys ni solaz, pascors, abrils ne mays (detto anche Lo plant d'en R. de Cardona que feu en Cerveri)

#### Sirventes
- [A] greu pot [nuyl] hom conoixer en la mar (detto anche Lo vers de la falsa femna)
- Batl'e jutg'e cossellier d'aut senhor
- Cavalers e sirvens (detto anche Lo vers qual se tany d'esser cavallers)
- Cuenda chanso, plazen, ses vilanatge
- Del mon volgra que son noms dreitz seguis
- En mal punh fon creada
- Entr' Arago e Navarra jazia (detto anche Lo sopni que fets en Cerveri)
- No val jurars lay ont falh lialtatz
- Pus semblet genier amors
- Qui bon fruit vol recoyllir be semena (detto anche Miga canso)
- Si tot s'es braus l'ayrs e·l mes (detto anche Lo vers del comte de Rodes).
- Totz homs deu far aquo que·l veyll sers fa (detto anche Lo vers del serv).
- Un vers farai dels quatre temps del an